# Victoria (Illinois)
Victoria és una població dels Estats Units a l'estat d'Illinois. Segons el cens del 2000 tenia 323 habitants.

## Demografia
Segons el cens del 2000, Victoria tenia 323 habitants, 117 habitatges, i 87 famílies. La densitat de població era de 189 habitants/km².
Dels 117 habitatges en un 33,3% hi vivien nens de menys de 18 anys, en un 66,7% hi vivien parelles casades, en un 7,7% dones solteres, i en un 24,8% no eren unitats familiars. En el 22,2% dels habitatges hi vivien persones soles el 16,2% de les quals corresponia a persones de 65 anys o més que vivien soles. El nombre mitjà de persones vivint en cada habitatge era de 2,76 i el nombre mitjà de persones que vivien en cada família era de 3,26.
Per edats la població es repartia de la següent manera: un 30,3% tenia menys de 18 anys, un 5,6% entre 18 i 24, un 26,9% entre 25 i 44, un 20,7% de 45 a 60 i un 16,4% 65 anys o més.
L'edat mediana era de 34 anys. Per cada 100 dones de 18 o més anys hi havia 87,5 homes.
La renda mediana per habitatge era de 30.000 $ i la renda mediana per família de 32.083 $. Els homes tenien una renda mediana de 28.281 $ mentre que les dones 22.917 $. La renda per capita de la població era de 13.446 $. Aproximadament el 3,4% de les famílies i el 7,3% de la població estaven per davall del llindar de pobresa.

## Poblacions més properes
El següent diagrama mostra les poblacions més properes.